# David Hughes (músico)
David Alan Hughes, conocido como Dave Hughes (Birkenhead, Wirral, Merseyside, Inglaterra, 25 de abril de 1960) es un teclista y músico de banda sonora británico quien tocó en los años 1970 y 1980 con diferentes artistas del género musical new wave y synth pop. Actualmente hace música para películas.

## Biografía
En 1977 fundó la banda synth pop Dalek I Love You, junto con el cantante y guitarrista Alan Gill, el bajista y también tecladista David Balfe y Chris Teepe. Cuando solo él y Gill permanecieron con el grupo y grabaron el álbum «Compass Kump'ass», antes dejar el grupo en enero de 1980, año en que se lanzó este disco.
En enero de 1980, al dejar Dalek I Love You, se une a Orchestral Manoeuvres in the Dark. Con este grupo realiza algunas cosas significantes como la presentación de la banda en el programa «Old Grey Whistle Test» (donde tocaron los temas «Dancing» y «Messages», de su homónimo y primer álbum de estudio, Orchestral Manoeuvres in the Dark), la grabación de las segundas sesiones para el programa de John Peel («Peel Sessions») y de los «backing tracks» para la canción «Souvenir» (lanzada como sencillo en 1981 e incluida en el álbum de estudio Architecture & Morality), antes de dejar el grupo en noviembre de 1980, siendo reemplazado por Martin Cooper.
Fuera de Orchestral Manoeuvres in the Dark, David Hughes forma con Keith Hartley en la voz y guitarra otra banda synth pop, «Godot», la cual lanza solo dos sencillos, «Extended Player» en 1981 (con la colaboración de Martin Cooper de Orchestral Manoeuvres in the Dark) y «Something's Missing» en 1982 (con Steve Byrne y Ronnie Stone reemplazando a Hartley, quien se fue a Dalek I Love You, en la voz y guitarra, respectivamente, y Martin Cooper como miembro definitivo en saxofón). De ahí, David Hughes se unió a Freeze Frame en algunos conciertos, formó parte de una reformada banda synth pop llamada «Games» y tocó durante algún tiempo para Thomas Lang.
Actualmente, es un exitoso músico de bandas sonoras para películas. Su último trabajo es la de la película «Awaydays» (2009), que recrea la vida de un joven de 19 años dentro de una pandilla fanática del fútbol, situándose en el noroeste de Inglaterra, en el año 1979. En la película (y también en el álbum de la banda sonora), se aprecian canciones de grupos de la época en que se ambienta, cuando David Hughes contribuyó a la escena musical new wave, como los grupos Dalek I Love You, Magazine, Ultravox, Echo and the Bunnymen, The Cure, The Jam, etc.